# Base del Cuerpo de Marines Camp Lejeune
La Base del Cuerpo de Marines Camp Lejeune (en inglés: Marine Corps Base Camp Lejeune) son una serie de instalaciones de entrenamiento que abarcan 640 km² (246 millas²) y se encuentran en Condado de Onslow, Jacksonville Carolina del Norte y pertenecen al Cuerpo de Marines de los Estados Unidos. La base tiene unos 23 km (14 millas) de playas lo que la convierten en lugar propicio para la práctica de asaltos anfibios de la formación, y su ubicación entre dos puertos de aguas profundas (Wilmington y Morehead City) permite que se realicen con rapidez los despliegues.
La base principal se complementa con otras cinco instalaciones: Marine Corps Air Station New River, Camp Geiger, Stone Bay, Courthouse Bay, Camp Johnson, y Marine Corps Outlying Field Camp Davis.

## Historia
La construcción de la base se aprobó en abril de 1941, con una superficie de 45 km² (11.000 acres). 1 de mayo de ese mismo año el teniente coronel William P. T. Hill, comenzó la construcción de los cuarteles de los marines. La primera sede del cuartel general estuvo situada en Montford Point, en 1942 se trasladó a Hadnot Point y ese mismo año la base fue rebautizada en honor del 13.erComandante del Cuerpo de Marines John A. Lejeune